# 조선미곡창고 야구단
조선미곡창고 야구단은 1946년부터 1963년까지 존재했던 실업 야구단이다. 줄여서 미창 야구단이라고도 불렸으며, 1955년 제 1회 NBC 대회 우승, 1962년 한국 실업야구 리그 우승을 달성했다. 1963년을 끝으로 크라운맥주에 인수되었다.

## 선수단
- 박현식
- 양철학
- 성기영
- 서동준
- 김응용